# 山脚下男孩
山脚下男孩是活跃于1990年代的马来西亚华语原创流行音乐组合，成员来自槟城大山脚，包括7名成员：黄文升、洪瑞泉、陈振德、何砚举、吴彬安、钟介勇和陈明奕，是大山脚日新国民型华文中学的同学，1986年中学时代组合成军。
1993年以创作歌曲〈月亮圆〉正式出道，获得海螺新韵奖大专组的“全场亚军”、“最佳作曲奖”及“最佳编曲奖”，1994年获得娱协奖“本地10大创作歌曲”。 1995年入选南洋十大歌星，1996年获得南洋十大歌星“最佳形象奖”。先后发行过《把月亮圆留給孩子》、《童年颂》、《风筝把我们靠在一起》、《萤火虫》、《新调调》5张华语专辑；《非一般潮州专辑》1张方言专辑；及《非一般方言创作歌集I, II》2张创作合辑。
1998年加盟马来西亚滚石唱片，2001年解约后开始淡出娱乐圈，但仍然不定期以组合参加歌唱演出。 2017年4月8日，成员吴彬安在砂拉越美里骤逝。